# Жовтень 2014
Жовтень 2014 — десятий місяць 2014 року, що розпочався в середу 1 жовтня та закінчився в п'ятницю 31 жовтня.

## Події
6 жовтня
- Нобелівську премію з фізіології або медицини присудили норвезькому подружжю Мей-Брітт і Едварду Мозеру та американцю Джонові О'Кіфу за відкриття просторових клітин у мозку, що формують систему позиціювання організму[1]

7 жовтня
- Нобелівську премію з фізики присуджено японцям Ісаму Акасака, Хіросі Амано, Судзі Накамура за розробку блакитних оптичних діодів, що дозволили впровадити яскраві й енергоощадні джерела світла[2]

8 жовтня
- Німець Штефан Гелль, американці Вільям Мернер і Ерік Бетциг стали лауреатами Нобелівської премії з хімії за винахід флуоресцентного мікроскопа з супер-роздільністю[3]

14 жовтня
- Президент України Петро Порошенко встановив нове свято — День захисника України, яке відзначається щорічно 14 жовтня, та скасував День захисника Вітчизни[4]

17 жовтня
- Інцидент з підводним човном біля берегів Швеції

26 жовтня
- В Україні відбулися позачергові парламентські вибори до Верховної Ради[5]